# Reprezentacja Brazylii na Mistrzostwach Świata w Wioślarstwie 2009
Reprezentacja Brazylii na Mistrzostwach Świata w Wioślarstwie 2009 liczyła 1 sportowca. Najlepszym wynikiem było 6. miejsce w jedynce wagi lekkiej mężczyzn.

## Medale

### Złote medale
Brak

### Srebrne medale
Brak

### Brązowe medale
Brak

## Wyniki

### Konkurencje mężczyzn
- jedynka wagi lekkiej (LM1x): Ailson Silva – 6. miejsce